# SNR G349.7+00.2
SNR G349.7+00.2, llamado también G349.7+0.2 y AJG 62, es un resto de supernova que se localiza en la constelación de Escorpio.

## Morfología
SNR G349.7+00.2 es un resto de supernova con una morfología peculiar, lo que se pone de manifiesto tanto en banda de radio como en  rayos X. La imagen de radio es un caparazón irregular que presenta un mayor brillo al sureste, en aquella región donde el remanente está interaccionando con una nube molecular. En estas longitudes de onda, la estructura comprende dos anillos superpuestos, uno más pequeño y más brillante que el otro, correspondiendo probablemente a una zona de mayor densidad del caparazón.
SNR G349.7+00.2 se detectó por primera vez en rayos X en el marco de un estudio del plano galáctico realizado por ASCA, siendo uno de los restos de supernova más brillantes en esta parte del espectro. Su morfología general es similar a la que se aprecia en radio y también su brillo es mayor en el extremo sureste.
Las observaciones del observatorio Chandra también han revelado la presencia de un objeto central compacto (CCO), llamado CXOU J171801.0–372617, dentro del caparazón.
Las observaciones de CO han confirmado la presencia de una nube molecular asociada a SNR G349.7+00.2, lo que se corrobora por la existencia de cinco máseres de OH a 1720 MHz en el centro de este resto de supernova.

## Edad y distancia
La edad de SNR G349.7+00.2 es, según la fuente consultada, de 1800 o 2900 años, en cualquier caso es un resto de supernova muy joven.
Por otra parte, está situado a una distancia de 11 500 ± 1200 pársecs, lo que supone que el radio de SNR G349.7+00.2 es de aproximadamente 3,3 - 3,7 pársecs.